# Света Петка (Дебър)
Вижте пояснителната страница за други значения на Света Петка.
„Света Петка“ (на македонска литературна норма: „Света Петка“) е възрожденска църква в град Дебър, Северна Македония. Църквата е част от Дебърско-Реканското архиерейско наместничество на Дебърско-Кичевската епархия на Македонската православна църква – Охридска архиепископия.
Началото на храма датира от XIV век. В XIX век е построена наново. Църквата е обновявана няколко пъти, последно в 1913 година и след земетресението в Дебър в 1967 година. Камбанарията е обновена в 1937 година.